# Lucien-Sidroine Lebrun
 (février 2023).
 (novembre 2019).
Pour améliorer la vérifiabilité de l'article ainsi que son intérêt encyclopédique, il est nécessaire, quand des sources primaires sont citées, de les associer à des analyses faites par des sources secondaires.
Motif : Où sont les 
Ne doit pas être confondu avec Dominique Lebrun.
Lucien-Sidroine Lebrun (né le 1er mars 1896, mort le 5 mai 1985) est un prêtre de l'Eglise catholique, évêque d'Autun, Chalon et Mâcon mais également abbé de Cluny.

## Biographie
Il fit ses études au grand séminaire de Sens, puis en Italie, au Séminaire pontifical français de Rome (1922-1925), d'où il revint docteur en philosophie scolastique et en théologie.
Prêtre du diocèse de Sens, il fut ordonné le 29 juin 1923.
Il fut alors professeur au grand séminaire de Sens, directeur des œuvres d’hommes et de jeunes gens. 
Aumonier militaire en 1939, il fut nommé évêque d'Autun en 1940 (consécration épiscopale reçue le 3 octobre en la cathédrale Saint-Étienne de Sens), fonction qu’il occupa 26 années durant.
Le 7 juillet 1963, en l’église Saint-Pierre de Mâcon, il donne l'ordination épiscopale à Jean Hermil, qui avait été nommé le 20 mai 1963 par le pape Jean XXIII évêque auxiliaire d’Autun et évêque titulaire de Arae-en-Maurétanie (de). 
En 1966, il offrit sa démission d’évêque d’Autun. Il se retira aussitôt à Lyon, chez les Petites Sœurs des pauvres, où il mourut.

## Postérité
Le nom de Lebrun figure sur l'une des deux cloches installées dans le clocher de l'église de Cuisery, bénie en 1952 après avoir été fondue par Paccard (317 kg). L'inscription, répartie sur plusieurs lignes, indique : 

« Marie Françoise Germaine baptisée le 24 août 1952 par S.EXC.Mgr. Lucien Sidroine Lebrun evêque d’Autun. En présence de Mr Georges Veaux, maire de Cuisery, et de Mr l’abbé Gabriel Robin, curé de Cuisery. Me Francisque Bonniaud, notaire à Cuisery. Marraine Mme Camille Chagnard, née Germaine Poncet. »